# Metafizički naturalizam
Metafizički ili ontološki naturalizam je naziv za svaki svjetonazor u kojem se svijet smatra predmetom jedinstvenog proučavanja koje uključuje prirodne nauke. Prema tom stavu priroda predstavlja sve što postoji, a natprirodno (duhovi, duše i svi ne-prirodni fenomeni) ne postoje. Često se pod time podrazumijeva naturalizam u smislu filozofije, odnosno filozofski naturalizam ili ontološki naturalizam, iako se ponekad pod pojmom naturalizam podrazumijeva i metodološki naturalizam. 

## Vanjske poveznice
- Center for Naturalism
- Naturalism entry in The Skeptic's Dictionary
- Naturalism Library at the Secular Web
- Naturalism as a Worldview  Arhivirana inačica izvorne stranice od 13. ožujka 2008. (Wayback Machine) resource page by Richard Carrier
- A Defense of Naturalism by Keith Augustine (2001)